# Nguni

Nguni-sprekers in Zuid-Afrika (2011)

Nguni is een groep Bantoevolken in Malawi, Mozambique, Swaziland, Zimbabwe en Zuid-Afrika die Ngunitalen spreken. In Zuid-Afrika leven ze vooral in de provincies KwaZoeloe-Natal, Mpumalanga en Oost-Kaap.
De grootste bevolkingsgroepen die onder de Nguni vallen zijn de Zoeloes, Xhosa, Swazi en Noord-Ndebele.

## Geschiedenis
De Nguni leefden tot de 19e eeuw in verschillende stammen. De eerste grote staten die ontstonden waren de Mthethwa-confederatie en de Ndwandwe, waarna het Zoeloekoninkrijk volgde. De regering van koning Shaka Zoeloe leidde tot de Mfecane, een periode van onrust bij de Nguni, met een grote emigratiestroom tot gevolg.

## Stammen
De volgende stammen vallen onder de Nguni:
- Swazi
- Phuthi
- Zoeloes
- Xhosa
- Temboes
- Pondo
- Mfengu
- Noord-Ndebele
- Zuid-Ndebele
- Ngoni